# شبكة أوربت الإعلامية
شركة أوربت للاتصالات هي شبكة تلفزيونية بالدفع مملوكة للقطاع الخاص وتعمل في منطقة الشرق الأوسط وشمال أفريقيا وأوروبا. مملوكة من قبل الشركة السعودية شركة موارد القابضة (عبر أنظمة الوسائط الرقمية) كانت أول شبكة قنوات مدفوعة في العالم العربي وأول من أطلق البث الفضائي الرقمي في العالم عبر نظام MPEG-1. أوربت بثت في عدة لغات حول العالم منها الإنكليزية والعربية والفلبينية. في 12 يوليو 2009 أعلنت الشركة اندماجها مع شبكة شوتايم باسم شبكة أوربت شوتايم.
بعض قنوات أوربت العربية بما في ذلك الصفوة والفن وبرنامج اليوم وسينما 1 وسينما 2 ومسلسلات ومسلسلات +4 متوفرة في كافة أنحاء أمريكا الشمالية والجنوبية من خلال شبكة ماي تي في.

## التكنولوجيا
أطلقت 4 أجهزة فك التشفير وهي:
- هيوماكس XD-200.
- تكنوسات XD-200.
- فيليبس XD-300.
- هيوماكس XD-400.

وهذه الأجهزة تسمح بالميزات التالية:
- الرقابة الأبوية على مستوى 2 (القناة والتقييم).
- دليل برامج إلكتروني ثنائي اللغة أسبوعي.
- 22 قناة للراديو من الموسيقى والأخبار والترفيه.
- ترجمة إلى اللغة العربية والصوت متعدد اللغات على القنوات المختارة.

## تشكيلة قنوات أوربيت
- الترويجية: 
  - مرحبا TV
  - شوسينما TVMAX الترويجي
- القنوات العربية:
  - قناة الصفوة
  - قناة اليوم
  - قناة فن
  - قناة المسلسلات العربية
  - قناة المسلسلات العربية +2
  - قناة المسلسلات العربية +4 (متوقف)
  - شوتايم الشاشة
  - سينما 1
  - سينما 2
- للعائلات والأطفال:
  - بوميرانغ
  - كرتون نتورك
  - سبيس تون
  - جيم جام
  - قناة ديزني
  - ديزني إكس دي
  - بلاي هاوس ديزني
- الواقعية:
  - قناة التاريخ
  - كوكب الحيوان
  - ديسكوفري وورلد
  - ديسكوفري ساينس
  - قناة ديسكفري
  - قناة ديسكفري +2
- أخبار:
  - أوربت نيوز 1
  - أوربت نيوز 2
  - سي-سبان
  - سي إن إن الدولية
  - سكاي نيوز
  - فوكس نيوز
  - تلفزيون بلومبرج
  - سي إن بي سي أوروبا
  - يورونيوز
  - بي بي سي ورلد نيوز
  - فرانس 24
- الرياضية:
  - الرياضية
  - فوكس الرياضية الدولية
  - قناة إن بي أيه
  - قناة إكستريم الرياضية
  - شوسبورتس 1
  - شوسبورتس 2
  - شوسبورتس 3
- الموسيقى:
  - إم تي في أرابيا
  - ميوزيك ناو (الموسيقى الآن)
  - قناة فن
  - قناة تريس
- الترفيه:
  - قناة جينكس
  - قناة زون كلاب (Zone club)
  - قناة E!
  - سيفي يونيفرسال
  - قناة يونيفرسال
  - شوكوميدي
  - شوسيريز
  - قناة فيشن
  - قناة فيشن أرابيا
  - أمريكا بلاس
  - أمريكا بلاس +2
  - بي بي سي برايم
  - سوبر كوميدي
  - سوبر كوميدي +2
  - ديسكفري السفر والمعيشة
- الأفلام:
  - سوبر موفيز
  - سوبر موفيز +1
  - سينما سيتي
  - سينما سيتي +1
  - شوموفيز 1
  - شوموفيز أكشن
  - شوموفيز كوميدي
  - إكسترا موفيز
  - قناة إم جي إم
  - تيرنر كلاسيك موفيز
  - سيني تي في
  - فيلم ورلد
- الدفع للمشاهدة:
  - شوسينما تي في ماكس 1 - القناة 90
  - شوسينما تي في ماكس 2 - القناة 91
  - شوسينما تي في ماكس 3 - القناة 92
- الإسبانية:
  - تيليفيزا
  - غالافيزون
- راديو:
  - راديو منوعات
  - راديو طربيات
  - راديو خليجيات
  - راديو أبسولوت
  - بي بي سي الخدمة العالمية الإنجليزية
  - بي بي سي عربي
  - لايت إف إم
  - إكس إل إن تي: 12 إذاعة
  - مونتي كارلو الدولية
  - جي.إم.أيه. دي.زد.بي.بي
  - دي دبليو إل إس إف إم
- الأسماء القديمة:

## اختفاء أوربيت إيسبن
في 1 أبريل 2008 بعد أن كانت موجودة على الهواء منذ عام 1994 اختفت قناة أوربت إيسبن من المدار. هذا الأمر ترك القناة بدون تغطية لبطولات الرابطة الوطنية لرياضة الجامعات ودوري كرة القاعدة الرئيسي ودوري الهوكي الوطني والدوري الأمريكي لكرة القدم ودوري كرة القدم الأمريكية وناسكار وكبرى بطولات الجولف والتنس.
حلت قناة فوكس الرياضية الدولية مكان أوربت إيسبن في 13 يناير 2009.
أحد أسباب كسر العقد مع إيسبن هو وقوع مشاكل مالية حادة في ذلك الوقت منذ 1999-2000 حيث كان خط الإنتاج في انحدار مستمر. في عام 2009 حدث تأخير كبير في دفع الرواتب للموظفين في مصر ولبنان والمملكة العربية السعودية لأكثر من 4 أشهر.

## تلفزيون بي بي سي العربية
في 21 أبريل 1996 وبعد سنتين من البث على الهواء قامت شركة أوربت للاتصالات التي يملكها الأمير خالد بن عبد الله بإيقاف بث تلفزيون بي بي سي العربية بعد بث القناة حلقة من برنامج البانوراما التي كانت تنتقد الحكومة السعودية. ذهب كثير من موظفين بي بي سي العربية للعمل في قناة الجزيرة.

## اندماج شوتايم أرابيا
في 12 يوليو 2009 أعلنت شوتايم أرابيا وشركة أوربت للإتصالات الاندماج لخلق منصة تلفزيونية أكبر في الشرق الأوسط وشمال أفريقيا.
الشركة التي شكلت حديثا وهي التي سميت باسم أو إس إن هي شراكة متساوية من شأنها أن توفر 70 قناة حصرية للأفلام الجديدة والرياضة والمسلسلات والقنوات العربية والبرامج الدولية.
يمكن للعملاء الجدد الاشتراك في باقات تضم شوتايم وأوربت في حين أن المشتركين الحاليين سوف يكونوا قادرون على الاحتفاظ أو بالترقية. ستقوم الشركة بتوفير قنوات تلفاز عالي الدقة وفيديو حسب الطلب والخدمات التفاعلية الأخرى.